# Jüri Annusson
Jüri Annusson (* 11. Juli 1884 in Annus, Enge, Pärnumaa; † 1965 in den USA) war ein estnischer Politiker der Eesti Tööerakond (ETE), der unter anderem vom 26. Oktober 1920 bis zum 25. Januar 1921 Bildungsminister im Kabinett Piip sowie von 1921 bis 1923 Mitglied des Riigikogu, des estnischen Parlaments, war.

## Leben
Jüri Annusson, Sohn von Jan Annusson und dessen Ehefrau Tiina Annusson, geborene Kustavson, begann nach dem Besuch des Jungengymnasiums in Pärnu 1906 ein Studium der Chemie an der Fakultät für Mathematik und Naturwissenschaften der Universität Tartu, welches er 1910 beendete. Während seines Studiums wurde er Mitglied des Vereins Studierender Esten EÜS (Eesti Üliõpilaste Selts). Im Anschluss war er von 1910 bis 1915 als Chemielehrer an Schulen in Viljandi, Pärnu und Tallinn tätig und daraufhin zwischen 1915 und 1918 Direktor der Handelsschule für Jungen in Tallinn, ehe er von 1918 bis 1919 Leiter der Schulbehörde von Tallinn. Zugleich war 1917 Mitgründer der Estnischem Lehrergewerkschaft EÕL (Eesti Õpetajate Liit) und von 1919 bis 1922 deren stellvertretender Vorsitzender sowie zuletzt Vorsitzender. 1919 wechselte er zum Staatlichen Zentrallabor, dessen Leiter er bis 1920 war. Gleichzeitig war er zwischen 1919 und 1921 Redakteur und zuletzt Chefredakteur der pädagogischen Zeitschrift „Ajakiri Kasvatus“ sowie ferner von 1919 bis 1925 Dozent am Technikum Tallinn (Tallinna Tehnikum).
Am 26. Oktober 1920 wurde Annusson, der Mitglied der Estnischen Arbeiterpartei ETE (Eesti Tööerakond) war, als Bildungsminister (Haridusminister) in das Kabinett Piip berufen und bekleidete dieses Ministeramt bis zum 25. Januar 1921. Bei der ersten Wahl vom 19. bis 27. November 1920 wurde er für die ETE unter Ants Piip zum Mitglied des Riigikogu, des estnischen Parlaments, gewählt und gehörte diesem in der ersten Legislaturperiode zwischen dem 4. Januar 1921 und dem 9. März 1923 an. Des Weiteren gehörte er 1923 zu den Gründungsmitgliedern der Estnischen Bildungsunion (Eesti Haridusliit) und fungierte zwischen 1923 und 1925 als deren Vorsitzender. Nach seinem Ausscheiden aus dem Parlament war er zwischen 1924 und 1926 Abteilungsleiter im Nationalen Prüflabor (Riiklik Katsekoda) und 1926 für einige Zeit Konsul in New York City. Im Anschluss blieb er in den USA und war dort von 1927 bis 1937 als Chemiker in einem Privatunternehmen tätig. Während seines Aufenthalts in den USA war er 1934 Gründer und erster Leiter der Estnischen Schule von New York (New Yorgi Eesti Haridusselts). Nach seiner Rückkehr arbeitete er zwischen 1937 und 1944 als Forscher für Ölschiefer im Estnischen Institut für natürliche Ressourcen (Loodusvarade Instituut) und lehrte zudem von 1938 bis 1944 als Dozent an der Technischen Universität Tallinn (Tallinna Tehnikaülikool), die kurz zuvor aus dem Technikum Tallinn hervorgegangen war.
Im Zuge des Zweiten Weltkrieges emigrierte Jüri Annusson 1944 nach Deutschland und übernahm 1946 eine Lehrtätigkeit als Dozent an der Baltischen Universität in Hamburg, die 1947 ihren Standort nach Pinneberg verlegte und 1949 aufgelöst wurde. Später emigrierte er in die USA und engagierte sich dort als Präsident der Amerikanischen Estnischen Union (Ameerika Eesti Liit) sowie als Mitglied der dortigen Exilzeitschrift Meie Tee.
Aus seiner Ehe mit Elisabeth Annusson ging die Tochter Tamara hervor.

## Veröffentlichungen
- Eluavaldused eluta ja elavas looduses, Tartu 1910
- Igapäewane keemia, Tartu 1913
- Rahvaülikoolid ja nende ülesanded, Tallinn 1917
- Anton Õunapuu. In perpetuam rei memoriam, Tallinn 1920
- Wana ja uus kool, Tallinn 1920
- Anorgaaniline keemia I, Tallinn 1921
- Anorgaaniline keemia II, Tallinn 1921
- Tarvitajateühisus Oma 10 aastat (1913–1923), Tallinn 1923
- Kool ja usuõpetus, Tallinn 1923
- Tehniline keemia I, Tallinn 1927
- Tarvitajateühing „Oma“ 25 (1913–1938), Tallinn 1938
- Tallinna Linna II Tütarlaste Gümnaasium, Tallinna IV Gümnaasium ja VII Reaalkool (1919–1939), Tallinn 1939